# Okręg wyborczy Ilkeston
Okręg wyborczy Ilkeston powstał w 1885 r. i wysyłał do brytyjskiej Izby Gmin jednego deputowanego. Okręg obejmował miasto Ilkeston w hrabstwie Derbyshire. Został zlikwidowany w 1983 r.

## Deputowani do brytyjskiej Izby Gmin z okręgu Ilkeston
- 1885–1887 – Thomas Watson, Partia Liberalna
- 1887–1910 – Balthazar Foster, Partia Liberalna
- 1910–1922 – John Seely, Partia Liberalna
- 1922–1931 – George Oliver, Partia Pracy
- 1931–1935 – Abraham Flint, Narodowa Partia Pracy
- 1935–1964 – George Oliver, Partia Pracy
- 1964–1983 – Raymond Fletcher, Partia Pracy